# Gwenllian ferch Llywelyn
Gwenllian ferch Llywelyn [gwɛnˌɬian vɛrx ɬɨuˈɛlɪn] (* Juni 1282 in Abergwyngregyn bei Bangor; † 7. Juni 1337 in Sempringham) war das einzige (historisch bezeugte) Kind von Llywelyn ap Gruffydd, dem letzten Herrscher eines unabhängigen Wales.
Gwenllian verlor bereits im Säuglingsalter beide Eltern: Ihre Mutter Eleanor de Montfort starb kurz nach der Geburt im Kindbett und ihr Vater fand in der Schlacht von Orewin Bridge am 11. Dezember 1282 den Tod. Dessen Bruder Dafydd ap Gruffydd, der den Widerstand gegen die Engländer fortsetzte, übernahm für einige Monate Gwenllians Vormundschaft, bis auch er gefangen genommen und hingerichtet wurde.

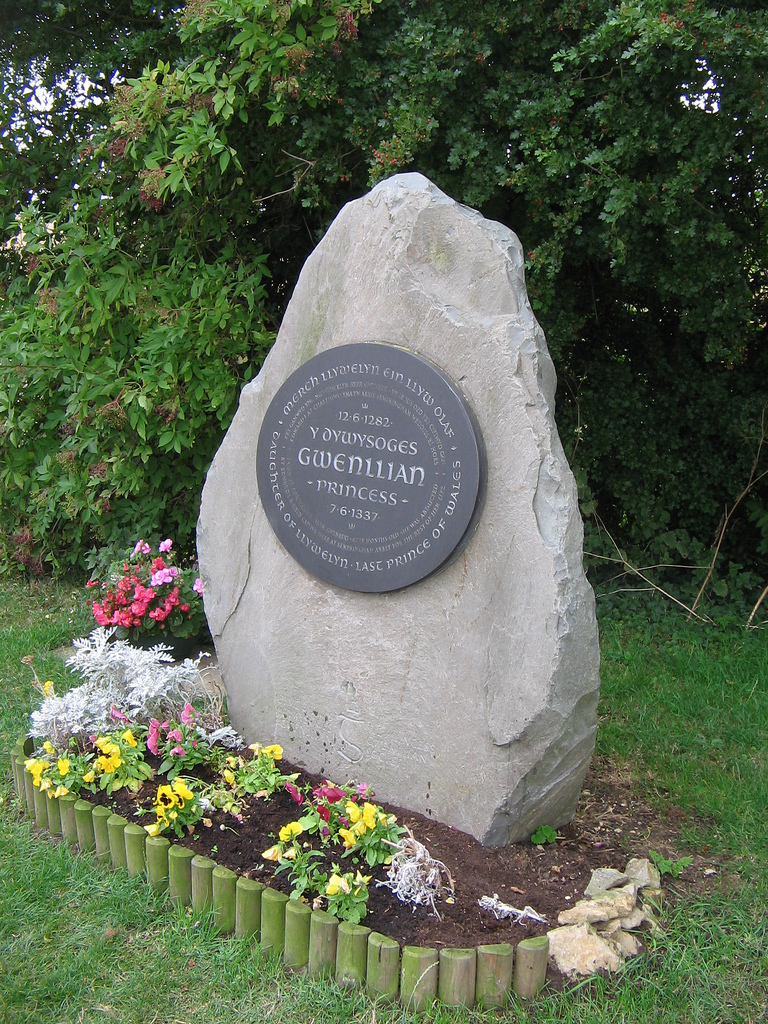
Denkmal für Gwenllian

Der englische König Edward I., der Wales nun vollständig unter seine Herrschaft gebracht hatte, ließ Llywelyns und Dafydds Kinder zwar am Leben, stellte aber sicher, dass sie keine Gefahr mehr für ihn sein würden: Die Jungen wurden zeitlebens in Gefangenschaft gehalten, während er die Mädchen ins Kloster bringen ließ. Die einjährige Gwenllian wurde in der Gilbertiner-Abtei in Sempringham untergebracht, und der Titel „Prince of Wales“ ihres Vaters ging auf Edwards Sohn über.
Über Gwenllians weitere Geschichte entstanden zahlreiche Legenden, obwohl ihr tatsächliches Leben historisch dokumentiert ist. Sie erhielt von König Edward die für damalige Verhältnisse großzügige Pension von £20 pro Jahr und verbrachte den Rest ihres Lebens im Kloster. Ihr Tod im Alter von 54 Jahren wurde vom Klosterchronisten Piers Langtoft vermerkt.
1993 wurde an der Stätte des ehemaligen Klosterkonvents Sempringham ein Denkmal für Gwenllian aufgestellt, das 2001 durch ein neues und größeres ersetzt wurde. Zur Unterhaltung des Denkmals und zur Pflege des Andenkens an Gwenllian als eines der Symbole einer unabhängigen walisischen Identität wurde 1996 die „Princess Gwenllian Society“ gegründet.